# Plagideicta leprosa
Plagideicta leprosa är en fjärilsart som beskrevs av George Francis Hampson 1897. Plagideicta leprosa ingår i släktet Plagideicta och familjen nattflyn. Inga underarter finns listade i Catalogue of Life.